# Categorías

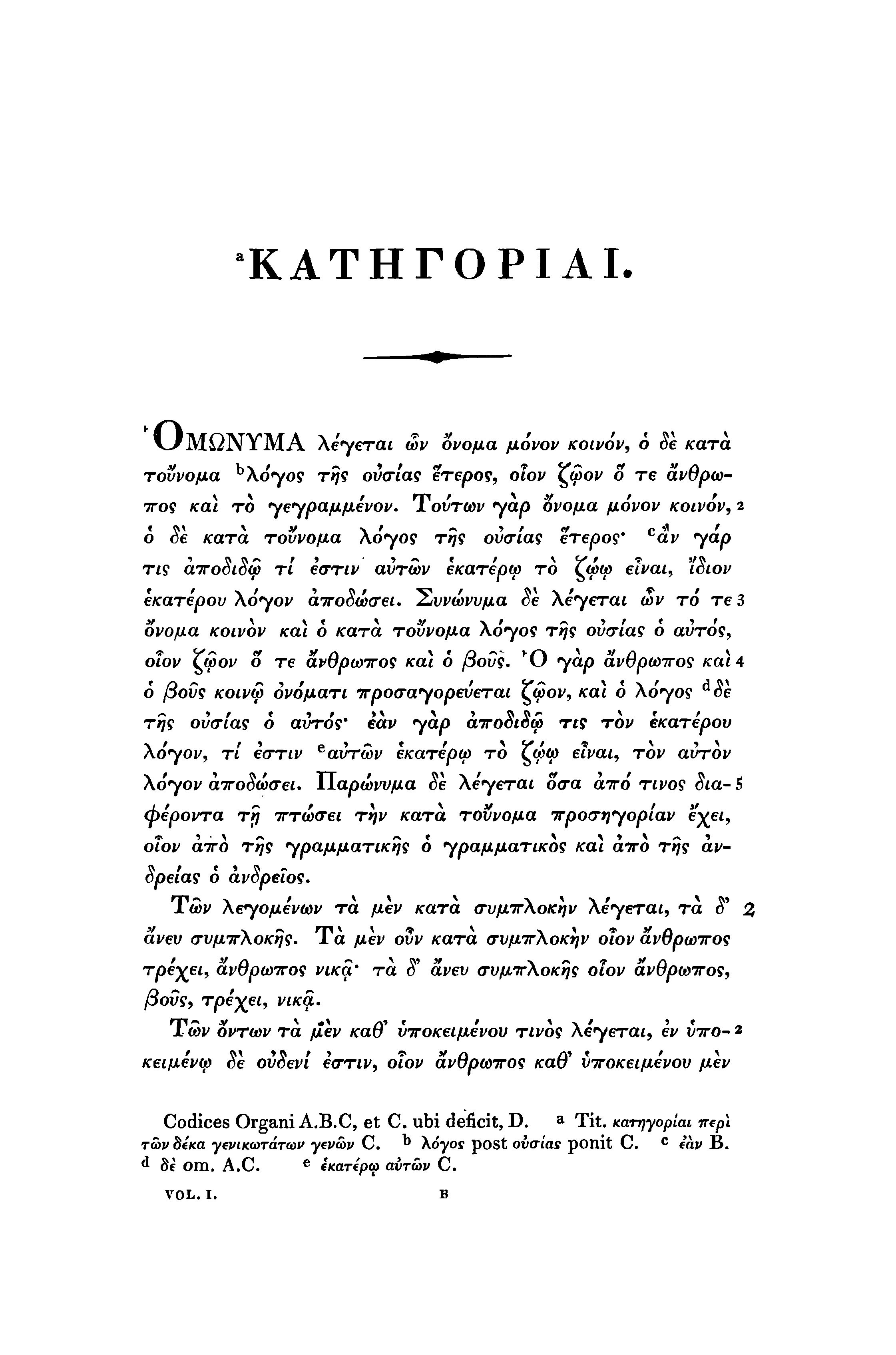
Primera página de las Categorías en la edición de August Immanuel Bekker, 1834.

Categorías (griego antiguo: Κατηγορίαι, Katēgoriai, o περὶ τῶν κατηγορίων, perì tṓn katēgoríōn; en latín: Categoriae) abreviado como Cat, es una obra del filósofo Aristóteles. En ella, el autor propone una clasificación mediante diez modos de predicar. Se les conoce también como predicamentos o modos del ser.
El término categoría proviene de ámbitos jurídicos, donde se empleaba el verbo kategorein para acusar a alguien. Es desde Aristóteles que el verbo kategorein obtiene un nuevo significado. Es así que categoría abandona su sentido de ataque para tomar un sentido más neutral y generar el sentido de predicación. El texto Categorías es así una teoría donde se "acusa" a la realidad. Por esto es que Aristóteles confecciona diversos géneros de predicados: "Yo acuso a esta mesa de ser blanca" o bien "Yo acuso a Sócrates de ser un animal racional". Por esta razón tendremos diversas perspectivas para hacer nuestras acusaciones.
En este tratado, Aristóteles divide las expresiones lingüísticas en expresiones sin combinación (o sin enlace) por ejemplo "hombre", "corre" o "triunfa" y con combinación; por ejemplo "hombre corre" u "hombre triunfa". Las expresiones sin enlace, no afirman ni niegan nada por sí solas, sino solamente ligadas a otras expresiones. Asimismo las expresiones sin enlace (o sin combinación), son meramente términos o categorías. Aristóteles nombra 10:
- Sustancia: como "el hombre" o "el caballo"
- Cantidad: como "dos o tres codos"
- Cualidad: como "blanco"
- Relación: como "doble" o "mayor"
- Lugar: como "en el liceo" o "en el mercado"
- Tiempo: como "ayer" o "el año pasado"
- Situación: como "sentado" o "acostado"
- Hábito: como "armado" o "calzado"
- Acción: como "cortar" o "quemar"
- Pasión: como "es cortado" o "es quemado"[3]

Como en este tratado Aristóteles no siempre separa claramente las expresiones lingüísticas de sus respectivos objetos, parece que clasifica a la vez la realidad en los correspondientes tipos de objetos y de cualidades. Esta división es, según su concepción, la más general y completa posible. Y puesto que en último término no está claro si se trata de una clasificación del lenguaje, de la realidad, o de ambos, la obra tematiza aspectos lógicos, filosófico-lingüísticos, así como problemas de la clasificación fundamental de todo lo existente.
Las "Categorías" son incluidas tradicionalmente entre las obras lógicas de Aristóteles. Constituyen, en la lista transmitida de sus escritos el comienzo del llamado Organon. Como ocurre con la mayor parte de los escritos aristotélicos, tampoco parece que el texto de las "Categorías" estuviese destinado a la publicación, sino que pertenecería a los llamados escritos esotéricos o de uso interno, que es posible que fuesen originalmente notas o guiones de lecciones y agrupaciones de materiales de Aristóteles.
Las Categorías circulaban en la Edad Media precedidas de la Isagoge (introducción) que el neoplatónico Porfirio hizo a las mismas: "Introductio in Praedicamenta" las cuales, unificadas como un todo (la isagoge y las categorías) fueron tema obligado en el desarrollo de la lógica medieval.